# 埃弗里特鎮區 (內布拉斯加州伯特縣)
埃弗里特鎮區（英語：Everett Township）是位於美國內布拉斯加州伯特縣的一個行政鎮區。

## 地方資料
埃弗里特鎮區的面積為85.10平方千米，皆為陸地。根據2020年美國人口普查的數據，當地共有人口955人，而人口密度為每平方千米11.22人。